# Pártos Erzsi

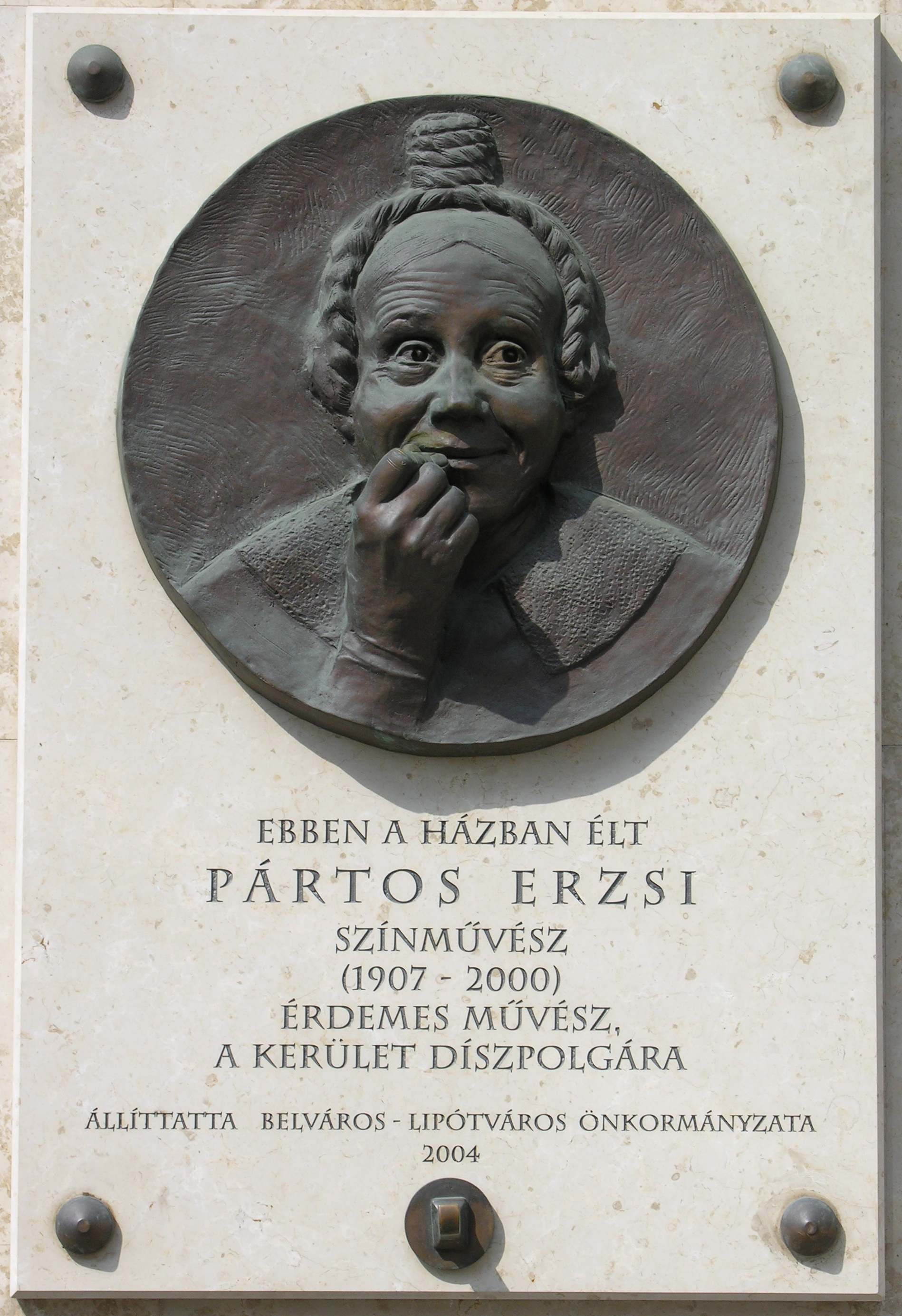
Pártos Erzsi emléktáblája Budapest V. kerületében (Régi posta utca)

Pártos Erzsi, születési nevén: Pollák Erzsébet (Budapest, Terézváros, 1907. április 2. – Budapest, 2000. április 18.) Aase-díjas magyar színésznő, érdemes művész.

## Életpályája
Pollák Mosi Mór bádogos mester és Schwarcz Betti leánya. 1926 és 1929 között az Országos Színészegyesület Színészképző Iskolában tanult. 1929-től 1941-ig a Vígszínház tagja volt. Pollák családi nevét 1934-ben Pártosra változtatta. 1945 és 1955, majd 1959 és 1967 között a Nemzeti Színházban szerepelt, közben 1955-től 1958-ig a Budapesti Operettszínház színművésze volt. 1956-ban az Amerikai Egyesült Államokba disszidált, ahonnan 1958-ban hazatért. 1958–59-ben a győri Kisfaludy Színház színésze volt.

## Színházi szerepei
- Móricz Zsigmond: Sári bíró....Manci
- Ernest Hemingway: Ötödik hadoszlop....Petra
- Déry Tibor: Tükör....Karolin
- Gribojedov: Az ész bajjal jár....Hrjumin grófné
- Madách Imre: Az ember tragédiája....Heléna; Cigányasszony
- Georg Bernard Shaw: Szerelmi házasság....Szobalány
- Caldwell: Dohányföldek....Nagyanya
- Csehov: Cseresznyéskert....Sarlotta Ivanovna
- Osztrovszkij: Erdő....Uilta
- Tolsztoj: Anna Karenina....Szerjoska nevelőnője
- Szabó Pál: Nyári zápor....Kati néni
- Davidoglu: Bányászok....Ilona
- Shakespeare: Macbeth....1. boszorkány; Harmadik boszorkány
- Trenyov: Ljubov Jarovája....Marja
- Háy Gyula: Az élet hídja....Veronka
- Fu-Ko: Harcban nőtt fel....Cang néni
- Urbán Ernő: Tűzkeresztség....Hatóné Kozma Anna
- Csehov: Ványa bácsi....Marina
- Gorkij: Szomov és a többiek....Fjokla
- Molière: A nők iskolája....Georgette
- Vincze Ottó: Boci-boci tarka....Lakzis Erzsa
- Osztrovszkij: Vihar....Feklusa
- Huszka Jenő: Szabadság, szerelem....Özv. Lávayné
- García Lorca: Bernarda háza....Poncia
- Gogol: A revizor....A Polgármester felesége
- Kohout: Ilyen nagy szerelem....Anya
- Arbuzov: Tánya....Nénike
- Shaw: Barbara őrnagy....Rummy Mitchens
- Csiky Gergely: Mákvirágok....Borcsa
- Tóth Miklós: Valaki hazudik....Terus néni
- Eduardo De Filippo: Filuména házassága....Rosalia Solimene
- Tabi László: A nagy mutatvány....Krisztina
- Svarc: Hókirálynő....Nagyanyó
- Kohout: A harmadik nővér....Francsa Kolcsaváné
- Molière: Dandin György....Lükeházyné
- Anouilh: Colombe....Georges-né
- Jamiaque: Tengeri malacok....Armandine
- Déry Tibor: Bécs, 1934....Kellerné
- Pirandello: Csörgősipka....Fana
- Krúdy Gyula: A vörös postakocsi....özv. Bági-Bágyiné
- Bulgakov: Iván, a rettentő....Uljána Andrejevna
- Örkény István: Sötét galamb....Hajduskáné
- Csurka István: Döglött aknák....Paálné
- Bertolt Brecht: A szecsuáni jólélek....Öreg prostituált
- Luigi Pirandello: Ahogy szeretsz....Lena néni
- Shakespeare: Szeget szeggel....Tekeriné asszony
- Móricz Zsigmond: Rokonok....Kati néni
- Szakonyi Károly: Hongkongi paróka....Ilona
- Jacques Offenbach: Szép Heléna....Anyóka
- Jonson: Bertalannapi vásár....Janka
- Zindel: A gamma-sugarak hatása a százszorszépekre....Nanny
- Móricz Zsigmond: Nem élhetek muzsikaszó nélkül....Mina néni
- Bereményi Géza: Légköbméter....Doskocil nagymama
- Darvas Ferenc: Kék öböl....Rák mama
- Molnár Ferenc: Valaki....Júlia
- Csehov: Három nővér....Anfisza
- Czakó Gábor: Édes hármas avagy: Éljük túl Micit!....Mama
- Csurka István: Majális....Öregasszony
- Zsolt Béla: Erzsébetváros....Nagymama
- Noël Coward: Forgószínpad....Sarita Myrtle
- Zsolt Béla: Oktogon....Nagymama

## Filmográfia

### Film
- Tavaszi zápor (1932)
- Rákóczi induló (1933)
- Ida regénye (1934)
- Az új rokon (1934)
- A csúnya lány (1935)
- Budai cukrászda (1935)
- Barátságos arcot kérek (1936)
- Havi 200 fix (1936)
- Pesti mese (1937)
- Tisztelet a kivételnek (1937)
- Az én lányom nem olyan (1937)
- Úrilány szobát keres (1937)
- 300.000 pengő az utcán (1937)
- Szerelemből nősültem (1937)
- Egy lány elindul (1937)
- 3 : 1 a szerelem javára (1937)
- A falu rossza (1938)
- Magdát kicsapják (1938)
- Rozmaring (1938)
- Egy asszony visszanéz (1942)
- A tanítónő (1945)
- Aranyóra (1946)
- Mágnás Miska (1949)
- Lúdas Matyi (1949)
- Kis Katalin házassága (1950)
- A képzett beteg (1952)
- A harag napja (1953)
- Állami Áruház (1953)
- Föltámadott a tenger (1953)
- Kiskrajcár (1953)
- Hintónjáró szerelem (1954)
- Budapesti tavasz (1955)
- Szakadék (1956)
- Liliomfi (1956)
- Vörös tinta (1960)
- Fűre lépni szabad (1960)
- Két emelet boldogság (1960)
- Nem ér a nevem (1961)
- Jó utat, autóbusz (1961)
- Elveszett paradicsom (1962)
- Pirosbetűs hétköznapok (1962)
- Férjhez menni tilos (1963)
- Isten őszi csillaga (1963)
- Párbeszéd (1963)
- Butaságom története (1966)
- Az orvos halála (1966)
- Egy magyar nábob (1966)
- És akkor a pasas… (1966)
- Az alvilág professzora (1969)
- Történelmi magánügyek (1969)
- János vitéz (1973) – Mostoha (hang)
- A szerelem határai (1973)
- A hosszú előszoba (1980)
- Lakótelepi mítoszok (1985)
- Eszterkönyv (1990)
- Majális (1990)
- Hoppá (1993)
- Indián tél (1993)

### Televízió
- Vihar a Sycamore utcában (1959)
- Kocsonya Mihály házassága (1965)
- Kutyaszerencse (1967)
- Mocorgó (1967)
- Princ, a katona (1967)
- Családi tűzhely (1968)
- Tyúkfürösztés (1971)
- Frakk, a macskák réme (1972–1986)
- Alvilági játékok (1973)
- Kérem a következőt! (1974)
- A sas meg a sasfiók (1975)
- A fekete macska (1975)
- Beszterce ostroma (1976)
- Negyedik forduló (1978)
- Viszontlátásra, drága! (1978)
- Részeg eső (1979)
- Hongkongi paróka (1979)
- Nyitott ház (1982)
- Csillagűzött szerető (1983)
- A piac (1983)
- Békestratégia (1985)
- Bernarda Alba háza (1985)
- Egy gazdag hölgy szeszélye (1986)
- Farkasok és bárányok (1987)
- Malom a Séden (1988)
- Rizikó (1993)
- Tévé-ovi (óvónéni)

## Szinkronszerepei

### Film
- Betörő az albérlőm: Mrs. Wilberforce – Katie Johnson
- Fehér éjszakák: Nagymama – Varvara Popova
- Ítélet Nürnbergben: Mrs. Elsa Lindnow, szemtanú a Feldenstein-ügyben – Olga Fabian
- Kallódó emberek: Isabelle Steers – Thelma Ritter
- Kenyér, szerelem, fantázia: Caramella, cseléd – Tina Pica
- Napkelte előtt: Ana Stakhova – Olga Androvskaya
- A vád tanúja: Janet McKenzie – Una O’Connor
- Viharos alkonyat: Mása Polezsajev – Marta Domasheva
- Tűz van, babám!: Josef felesége – Milada Ježková
- Airport (1970): Ada Quonsett – Helen Hayes

### Hangjátékok
- Segesdy László: A debreceni lunátikus (1936)
- Balassa Emil: A felség csókja (1937)
- Bibó Lajos: A csodadoktor (1938)
- Tamási Áron: Vitéz lélek (1947)
- Erskine Caldwell: Dohányföldek (1948)
- Vas Róbert: Habakuk mester fiai (1951)
- Konsztantin Szimonov: Idegen árnyék (1952)
- Barabás Tibor: Kibontott zászlók (1953)
- André Stil: Két kő között (1961)
- Móra Ferenc: Ének a búzamezőkről (1961)
- Nyekraszov, Viktor: Hazatérés (1962)
- Molnár Ferenc: Liliom (1962)
- Bárány Tamás: A fiam nem a lányom (1964)
- Gerelyes Endre: Vesd le még a bőröd is (1964)
- Leonov, Leonid: Hóvihar (1964)
- Arisztophanész: Az akharnaibeliek (1965)
- Bálint Ágnes: Szeleburdiék nyaralnak (1965)
- Bardijevszkij, Henrik: Lépcsők (1965)
- Mándy Iván: Rajzold fel Kávés Katicát! (1965)
- Obrenovics, Alexandar: Don Juan visszatér (1965)
- Csehov: Karácsony éjjelén (1966)
- Csehov: A levél (1966)
- Mihail Solohov: Csendes Don (1967)
- Giles Cooper: A sültgalamb (1968)
- Gyárfás Miklós: Tanuljunk könnyen és gyorsan drámát írni! (1968)
- Reymont, Wladislaw: Parasztok (1968)
- Horváth Gyula: Az élet nem sláger! (1969)
- Christie, Agatha: Gyilkolni könnyű (1970)
- Lawrence, Hilda: Sárga kesztyűk (1970)
- Füst Milán: A Lomnici-csúcs avagy: a méltóságos úr a kulcslyukon (1971)
- Könyörgés a Naphoz: Grúz költészet (1972)
- Török Gyula: A hamu alatt (1972)
- Kann, Maria: A kéktollú gácsér (1973)
- Doyle, A. Conan: A haldokló detektív (1976)
- Kästner, Erich: Három ember a hóban (1976)
- Gyárfás Endre: Buddha (1977)
- Kurt Tucholsky: Helyek a Paradicsomban (1977)
- Andersen Mesék: Pöttöm Panna - javasasszony (B1/vinyl 1977)
- Knight, Erick: Gyere haza, Lassie! (1978)
- Zola, Emile: Mouret abbé vétke (1978)
- Kiss Mukk (1979) .... Ahazve asszony
- Szakonyi Károly: Három dobás hat forint (1979)
- Mándy Iván: Szivarfüst-keringő (1980)
- ÍRÓVÁ AVATNAK - Németh László indulása (1982)
- Kolozsvári Grandpierre Emil: A törökfejes kopja (1982)
- Mándy Iván: Szép álmokat, kislány (1982)
- Galgóczi Erzsébet: A kápolna titka (1983)
- Irina Liebmann: Kilenc történet Ronaldról (1983)
- Kamarás István: Bulányvölgyi állomások (1984)
- Mándy Iván: Lebontott világ (1984)
- Veroslav Rancic: Sikoly (1984)
- Déry Tibor: Kedves Bópeer (1985)
- Molnár Ferenc: Az ismeretlen lány (1985)
- Rideg Sándor: Indul a bakterház (1985)
- Shaw, G. B.: Az orvos dilemmája (1985)
- Tarbay Ede: Ketten kézenfogva (1985)
- Csipkerózsika (1986) .... 13. javasasszony
- A farkas és a hét kecskegida - Grimm mesék (1987)
- Kapecz Zsuzsa: Az álmok köntöse (1990)
- Szepes Mária: Lázadó szerepek (1990)
- Hortácisz, Jeorjiosz: Nikolósz és Kaszándra (1993)
- Pártos Erzsi: Köszönöm (1993)
- Kapecz Zsuzsa: Cicatejfel (1997)

## Bibliográfia
- Köszönöm!...; Arany János Ny., Bp., 1941

## Díjak és elismerések
- Érdemes művész (1967)
- Aase-díj (1991)
- A Magyar Köztársasági Érdemrend tisztikeresztje (1992)